# Baszta Jacek
Baszta Jacek – zabytkowa baszta w ciągu średniowiecznych fortyfikacji Głównego Miasta w Gdańsku, zbudowana około 1400 r. Najwyższa ze średniowiecznych baszt gdańskich. Znajduje się przy ulicy Pańskiej, w pobliżu Podwala Staromiejskiego i Targu Drzewnego. Sąsiednią basztą jest Baszta na Podmurzu.
Jest ceglaną budowlą na rzucie ośmiobocznym, z ośmioma kondygnacjami stanowisk strzelniczych (z których trzy dolne były sklepione, podobnie jak loch piwniczny), ma obecnie wysokość 36 m (wraz z chorągiewką na szczycie). Mury ceglanego trzonu mają grubość od 2,5 m w przyziemiu do 1,2 m w wyższych partiach i wznoszą się na wysokość 22 m.

## Historia

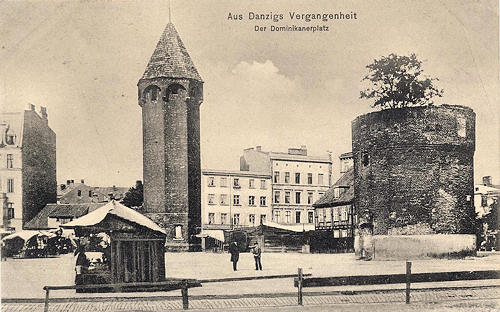
Baszta Jacek i plac Dominikański, ok. 1890

Basztę zbudowano w północno-zachodnim narożniku murów obronnych Głównego Miasta. Dzięki swej wysokości miała prawdopodobnie umożliwiać obserwację przedpola w razie ataku od strony Starego Miasta, które w tym czasie nie posiadało jeszcze własnych obwarowań. Dostęp do wnętrza wiódł z poziomu ganku straży muru wysokiego, przylegającego do baszty od strony południowej, oraz w przyziemiu od strony Głównego Miasta. Pod krawędzią wysokiego, namiotowego dachu zachowały się ceglane arkady wsparte na kamiennych konsolach, osłaniające machikuły – obiegający basztę nadwieszony ganek o szerokości 70 cm, z 30-centymetrowymi otworami w podłodze, które umożliwiały rażenie nieprzyjaciela atakującego podnóże baszty. Sklepiony loch pod basztą służył jako magazyn żywności dla obrońców.
Wysoki dach namiotowy dodano dopiero w 1556 r., gdy obiekt nie pełnił już funkcji obronnych.
Po uszkodzeniach w 1945 r. (zniszczony dach i górne partie murów, wypalone wnętrze), basztę odremontowano do 1955 r. w kształcie z roku 1556, znanym z rycin. Od 1962 r. w jej wnętrzu mieści się zakład fotograficzny.
Baszta nosiła dawniej (w języku niemieckim) żartobliwą nazwę „Kiek in de Kök” (inne warianty pisowni: Kick in de Koek, Kück in die Köck), co należy tłumaczyć jako „Patrz do kuchni” (Sławomir Błaut w tłumaczeniu powieści Güntera Grassa „Wróżby kumaka” zastosował nazwę „Nos w garach”). Ta oryginalna nazwa związana była z mieszczącymi się w pobliżu zabudowaniami klasztoru dominikanów i pierwotnie odnosiła się do znajdującej się w sąsiedztwie Baszty Dominikańskiej, a na dzisiejszą Basztę Jacek przeszła w I połowie XVIII wieku (na planie z 1706 r. oznaczono tak jeszcze Basztę Dominikańską, a na planie z 1741 r. już Basztę Jacek).
Obecna nazwa baszty została jej nadana po 1945 r. i odnosi się do św. Jacka Odrowąża, dzięki któremu w 1227 r. książę Świętopełk sprowadził do Gdańska zakon dominikanów.
W latach 2015–2016 kosztem ponad 380 tys. zł przeprowadzono remont zabytku.